# グルカ戦争
グルカ戦争（グルカせんそう、Gurkha War、1814年 - 1816年）は、イギリス東インド会社とネパール王国（ゴルカ朝）との間で行われた戦争。ゴルカ戦争（Gorkha War）、ネパール戦争あるいは英・ネパール戦争（Anglo-Nepalese War）ともいう。国境紛争と領土的野心が原因で起きた。「グルカ」とはゴルカの英語読みである。
なお、18世紀末と19世紀中頃にネパールがチベットとそれを支援する中国の清朝に対して行った戦争もグルカ戦争と呼ぶことがあるが、こちらは清・ネパール戦争（1789年 - 1789年、1791年 - 1792年）、ネパール・チベット戦争（1855年 - 1856年）を参照のこと。

## 歴史的背景

### ゴルカの勃興

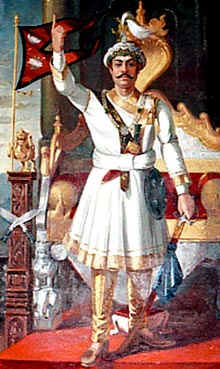
プリトビ・ナラヤン・シャハ

数世紀にわたってカトマンズ盆地は三つの王国―カトマンズ、パタンそしてバクタプルがお互いに紛争を繰り返し、外部からの侵略への注意を怠ってきた。
しかし、1769年にゴルカ王プリトビ・ナラヤン・シャハが盆地を征服し、近代ネパール王国の基礎を築くことを可能にした。これに先立つ1767年、もともと盆地にいた王たちはゴルカの拡大の脅威を受け、イギリスに助けを求めた。これに応じ、キンロック大尉が指揮する2500人の装備と準備の劣った部隊による遠征が行われた。遠征は悲惨な結果を生んだ。ゴルカ軍は赤子の手をひねるようにこれを圧倒した。この非効率で形ばかりの英軍はゴルカ軍に火器を与えただけでなく、英軍は大したことがないという予断をもたらした。
カトマンズ盆地の征服はゴルカの拡大の第一章に過ぎなかった。1773年までに、ゴルカ軍は東ネパール全土を席巻し、1788年までにはシッキムの西部を併合した。
西に目を転じると、1790年までにカリ川に至るすべての支配者がゴルカの支配下に入った。そのさらに西、クマーウーン地方とその首都アルモーラーもやはりゴルカに屈服した。

### 清朝との衝突
北方では、ネパールはチベットとの間で、貨幣の交換レートをめぐる紛争、兄弟間の相続に不満をいだくカルマ派のシャマルパ・トゥルクの亡命などを、一挙に解決するため、1789年から1789年と1791年から1792年の2度にわたりチベットに侵攻した。一時的にはチベット第二の都市シガツェを制圧したが、清朝の介入を受けて、撤退を余儀なくされた。
しかし、北方はといえば、チベットに対する奇襲（長期にわたる貿易問題と山岳の間の峠の管理についての論争に関係していた）は清国の介入を許してしまった。1792年、清国皇帝は巨大な軍隊を派遣し、チベットからネパール人を放逐し、カトマンズまで5キロまで迫った。
摂政・バハドゥル・シャハ（プリトビ・ナラヤン・シャハの息子）はイギリスのインド総督モイラ卿フランシス・ロードン・ヘースティングスに助けを求めた。
清国との衝突を恐れたヘースティングスは仲介者として、カークパトリック大尉を派遣したが、到着するまでに戦いは終わっていた。ネパールはチベットにおける貿易特権を無効にされ、5年ごとに北京に朝貢するという屈辱的条約を結ばされていた。

## イギリスとの緊張、衝突

### ネパールの領土拡大
清・ネパール戦争はかつてから計画されていたガルワール王国への攻撃を遅らせていた。しかし、1804年にはガルワールの王も屈服し、殺害され、全領土は併合された。アマル・シンハ・タパ将軍はさらに西方、カーングラまで遠征し、征服した。
一方、イギリスもその勢力圏を拡大していた。東インド会社によるアワド地方のナワーブ領の取得により、ゴーラクプルの版図はパルパ・セーナ王国の領土に接近した。パルパはガンダキ地方の中心部で唯一残された独立都市であった。パルパ王がイギリスと結託しているのではないかというゴルカの猜疑心により、1804年に彼は投獄され、暗殺された。ネパール宰相・ビムセン・タパは自らの父をパルパの総督にし、イギリスとの深刻な国境紛争の指揮にあたらせた。この紛争が起こった理由は、ゴルカとイギリス国境委員会が固定した国境を設けなかったことにあり、インド総督の失策であった。
ゴルカ軍はタライ平原へ侵入した。タライはネパールの丘陵地帯とインドを分ける細長く貴重な肥沃な土地である。緊張が高まった。イギリスは支配領域と、カルカッタ（コルカタ）とインド北西部を結ぶ細長い連絡路がゴルカの脅威の下にあると感じた。どちらの側も、どこに国境があるか分からず、力による衝突は避けられなくなった。

### 両国の対立
ゴルカが拡大した版図は東はシッキム、西はクマーウーンとガルワール、そして南はイギリスの勢力圏内のアワドに広がっていた。一方、イギリス東インド会社もカルカッタ、マドラス、ボンベイを本拠に勢力圏を拡大していた。
イギリスの版図拡大はインドの一部で既に抵抗にあい、マラーター戦争でそれは頂点に達していた。また、パンジャーブ地方ではランジート・シングが自らの帝国を建設しようという野心を持っていた。したがって、イギリスにとってゴルカとの戦争を早期に勝利することは喫緊の課題となっていた。
カトマンズの宮廷で来るべきイギリスとの戦いについて、ゴルカの幹部たちが意見を求められたとき、反対したのはアマル・シンハだけではなかった。彼は「イギリスは自国の権力と権威を確立することなしに満足しないだろう。彼らは我々が征服した丘陵地帯の王たちと同盟を結ぶだろう」と述べた。この意見は宰相ビムセン・タパと好対照を成していた。「我々の丘陵地帯と定着は神の手によるものだ。決して失われることはない。」タパはネパールがイギリスに対しいくつかの利点―つまり地域の地理的知識や山岳地域での戦闘の経験など―を持つことを主張した。しかし、イギリスは数において優勢で、なおかつ近代兵器を装備していた。
直接の衝突の契機はタライ地方の領有をめぐる争いにあった。ゴルカはパルパとブトワルを支配していたため、タライ地方に迫り、同地方の領有を主張するイギリスと衝突、紛争が発生した。ヘースティングスは25日以内にブトワルとシウラージから撤退するように命じたが、これによって武力衝突が生じ、1814年11月にベンガル総督は宣戦を布告した。

## 戦争

### 第一次戦役
イギリスの最初の軍事作戦は大砲や小銃などで近代装備された3万近い軍勢を5方面からネパールに侵入させ、1500キロにわたる国境を挟む二つの前線を攻撃することから始まった。東部戦線ではベネット・マーレイ少将とジョン・サリヴァン・ウッド少将が個別の縦隊を率いてタライ平原を横断し、カトマンズ盆地の中心を目指した。
はるか東、シッキムとの境ではラッター大尉が小さな部隊を率い、基礎的な防衛を担当した。
西部戦線ではロロ・ジレスピー少将とデイビッド・オクターロニー大佐が2縦隊を指揮した。この縦隊はアマル・シンハ・タパ将軍率いるゴルカ軍中核に向けられていた。4つの縦隊は大部分インドの部隊からなっていた。英軍の最高指揮官はヘースティングス総督であった。
英軍にとって幸先はよくなかった。総督が正式に宣戦布告する前日、ジレスピー少将はナラパニの戦いでカランガの防御の弱い要塞で戦死した。ジレスピーの後任にガブリエル・マーティンデル少将が指揮を執るまでの間、セブライト・モーリー大佐は水の補給を絶つことによりカランガ要塞を落とそうと試みた。
しかし、すぐにマーティンデルが着任し、英軍はジャイタクの戦いでラナジョール・シンハ・タパ（アマル・シンハ・タパの子）にさらに敗北を喫した。
マーティンデル少将は結果的にジャイタクを銃で徹底的に攻撃したが、圧倒的な兵力を持っていたにもかかわらず、反撃を恐れて占領できなかった。
東部戦線も同様に臆病だった。ウッドもマーレーも敵と直面することを嫌がった。ブトワルへの2回の進軍のあと、ウッドは兵力優勢にもかかわらず、弱弱しく退却し、ゴーラクプルでは防衛的姿勢をとった。カトマンズ攻略を期待された同僚のマーレー少将は8000の精鋭を率いながらもっと臆病な態度を示した。スマンプルとパルサの二つの前線基地が援軍がなかったため陥落すると、彼は絶望的な無為に陥り、1815年2月10日、「この厄介な状況に耐えることができず・・・基地を突然放棄するという異常な行動に出た。」彼は見捨てられたのである。
東インド会社の期待はオクターロニー大佐の能力と1万の兵力に集まった。他の将軍たちと違って、オクターロニー大佐は状況に対する決断力と、技術と、能力を発揮した。
大佐は決定的な遭遇はなかったにもかかわらず、ゆっくりとアマル・シンハの軍隊を山の上に追い上げ、1815年4月までに重要拠点デウタルの要塞を奪取した。
続いて起こったデウタルの戦いはこの一連の戦闘の決定的瞬間だった。アマル・シンハの最も有能な中尉バクティ・タパはマラウン要塞を見下ろすデウタル尾根から英軍を退陣させることに失敗した。バクティ・タパは4月16日の戦いで死亡したが、要塞はしばらく保った。しかし、アルモラがジャスパー・ニコルズ大佐の率いる2000の精強なインド兵によって、4月26日陥落したという知らせを聞いて、アマル・シンハ・タパは状況が絶望的であると認識し、イギリスの火力に恐れをなし、降伏した。

### 第二次戦役
オクターロニー大佐の勝利のあとで、カトマンズの王宮は1815年11月28日に調印された講和条約を批准できなかった。王宮（ダルバール）は土着の国家の最高権力でもある。
このためすぐに第二の戦役が始まった。当然モイラ卿はオクターロニーを司令官に起用し、2万の精鋭の兵力を与え、ネパールに侵攻した。オクターローニー将軍がマクワンプルにむけて進軍中、同時にシッキムの王が東からネパール軍を追った。アマル・シンハ・タパは戦役に参加しなかった。彼は寺に引退し、戦後まもなく死去した。
1816年2月28日、マクワンプルの決定的な戦いと、隣接するハリハーパー要塞の陥落（後にラナジョール・シンハは不名誉にもこの拠点を放棄した）で、ネパールにとって状況は非常に危機的となった。英軍は首都カトマンズを脅かし、条約の批准を遅滞なく行うことを余儀なくされた。

## 影響

### スガウリ条約

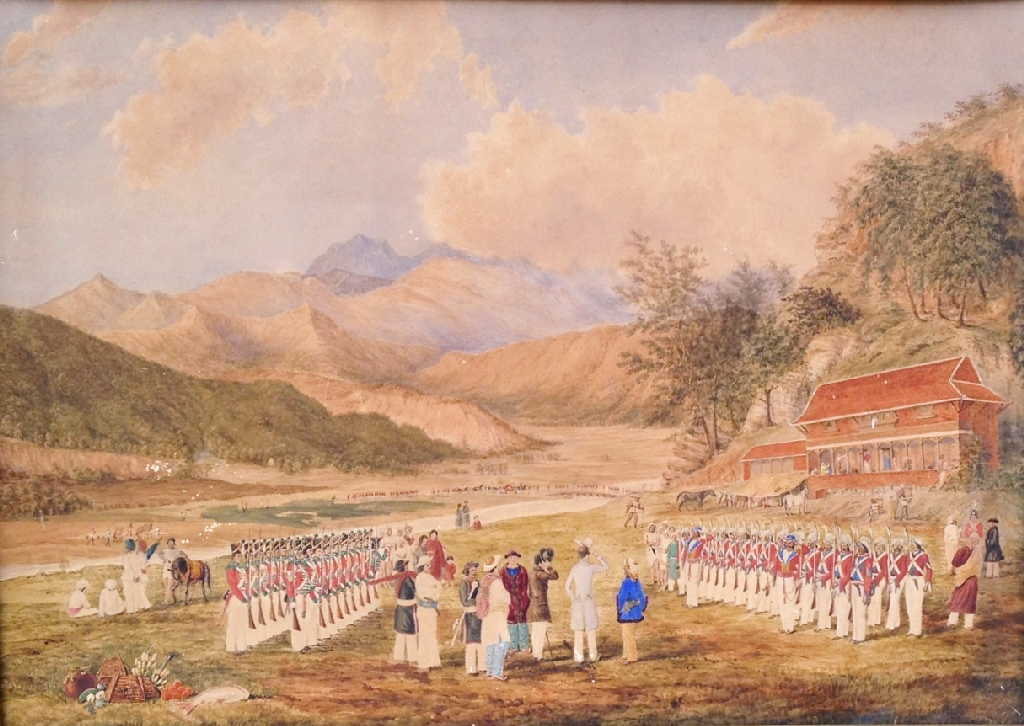
スガウリ条約の締結

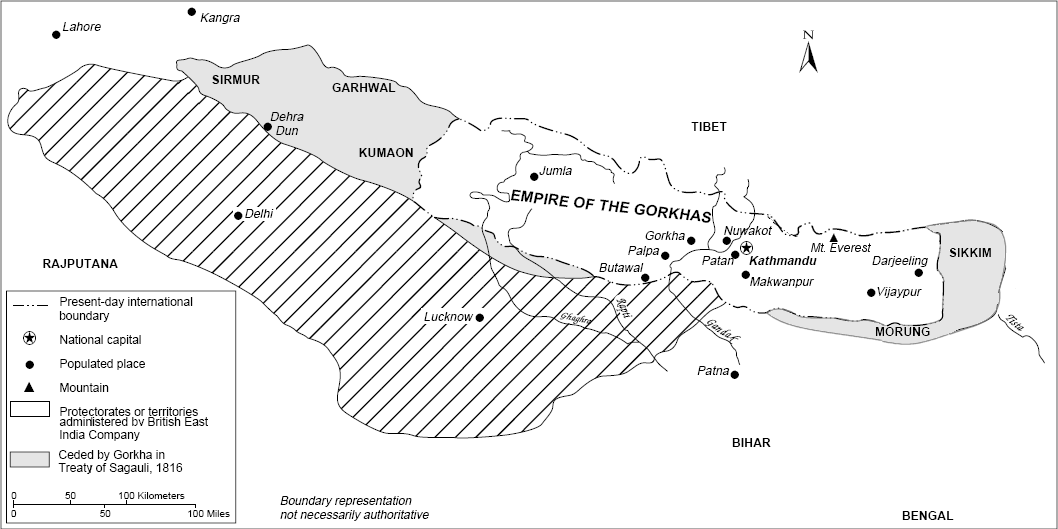
スガウリ条約による領土の変化

スガウリ条約は1816年3月4日、批准された。この条約によって、ネパールはシッキム、クマオン、ガルワールそしてタライ平原の大部分を失った。英・東インド会社は20万ルピーをタライ地方からの収入の喪失に対する補償としてネパールに毎年払うことになった。しかし、タライ地方は統治が難しいことがわかり、同年12月にはネパールに返還され、同時に補償金も廃止された。ネパールの東の境界はメチ川に、マハカリ川が西の国境となった。ネパールはまた、カトマンズに英国人の公使を受け入れることを強制された。

### グルカ兵の調達

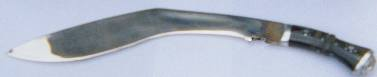
グルカ兵の伝統的な武器・「ククリ」

デイビッド・オクターロニーと政治的エージェント、ウィリアム・フレーザーはゴルカの兵士が英軍の役に立つことを早くから認識した。戦争中、彼らはゴルカ軍の脱落者を雇用して英軍の非正規の兵力として用いることを強く望んだ。オクターロニーはゴルカ兵の忠節に対して確信を持っていた。1815年4月、彼はロス中尉に彼らを大隊に編成させ、ナシリ連隊と名づけた。この連隊は後に「ジョージ国王直参第一グルカ銃兵隊」となり、ローティー中尉のもとマラウン要塞の攻略で活躍した。ローティーは「彼らの働きには満足以上のものがあった。」と報告した。
スガウリ条約締結後、およそ5000人の男たちが英軍に入隊した。彼らはネパール軍のクマーウーン、ガルワールなどヒマラヤ高地出身の兵たちであった。彼らは英軍の傭兵として四連隊に編成された。
これらのグループはみんな一緒になって「チーム・グルカ」として、英軍、印軍の背骨となったのである。
また、ウィリアム・フレーザーとフレデリック・ヤング中尉はサーモア大隊を組織。これは後に、「エドワード7世直参第二グルカ銃兵隊」となった。さらに、クマオン大隊が組織され、「アレクサンドラ女王直参第三グルカ銃兵隊」となった。